# Casa consistorial de Alcaudete
La Casa Consistorial de Alcaudete (provincia de Jaén), fue construida en la segunda mitad del siglo XVIII. Su interior, actualmente transformado, sólo conserva las trazas de la estructura original. 
Del inmueble destaca la magnífica portada de la fachada principal que se adscribe al clasicismo barroco, fruto de la intervención de las directrices borbónicas que desde la fundación de la Real Academia de Bellas Artes de San Fernando en 1744, se propaga en edificios civiles y religiosos. 
El edificio articula un espacio urbano de marcadas connotaciones histórico-urbanísticas, manifestándose como un hito conformando un lateral de la Plaza 28 de Febrero, plaza mayor del pueblo y auténtico núcleo generador de la urbanística concéntrica de la población.

## Descripción
La Casa Consistorial de Alcaudete se conforma como un volumen cúbico, organizado en tres crujías, con alzado de tres plantas comunicadas mediante una escalera, situada al fondo de la crujía central, que marca la organización de las dependencias. A su vez, la crujía derecha articula un pequeño patio que aporta luz y ventilación a las habitaciones
de las plantas primera y segunda.
En el exterior, la fachada principal presenta, en los dos cuerpos primeros simetría en los vanos, todos adintelados y cubiertos con reja en la zona baja y antepecho de hierro forjado en la superior. El inmueble conserva de su fábrica original la portada, construida en esmerada labor de cantería. Se ubica en el centro de la fachada y presenta un alzado de dos cuerpos; el primero, consta de un vano adintelado, decorado con medio bocel, flanqueado en sus laterales con pilastras arquitrabadas y traspilastras sobre pedestal, de festón resaltado en la caja, medios tondos en los extremos superiores y relieves cuadrilobulados en el pedestal. En el friso, marcando la clave, se ubica un escudo ovalado de campo liso, sobre placa recortada con contorno de pinjante.
En el segundo, preside un amplio balcón, que rebasa el eje vertical de la portada. A él se abre un vano adintelado con hornacina superior, de las mismas proporciones, que alberga la imagen de San Miguel Arcángel, patrón de la localidad. Un escudo ovalado en su clave muestra una inscripción que hace referencia al mismo. A ambos lados del balcón se encuentran dos escudos, apoyados sobre pseudopilastras. El escudo situado a la derecha pertenece a la villa de Alcaudete, siendo el dispuesto a la izquierda el escudo de armas del señorío de Alcaudete.
La fachada culmina con una tercera planta que sigue la verticalidad de la portada. Ésta responde a la reforma llevada a cabo en el inmueble entre 1926 y 1928.